# Econometrica
Econometrica è una rivista scientifica di economia fondata nel 1933 che tratta di econometria e diverse aree dell'economia. È pubblicata dalla Econometric Society tramite la casa editrice Blackwell Publishing. 

## Caratteristiche
La rivista descrive se stessa come segue: "Econometrica pubblica contributi originali in tutte le branche dell'economia - teorica ed empirica, astratta e applicata, dando una copertura ad ampio raggio dell'intera materia. Promuove studi che mirano all'unificazione degli approcci teorico-quantitativo ed empirico-quantitativo ai problemi economici, e che sono caratterizzati da pensiero costruttivo e rigoroso. Ogni anno, esplora una varietà di problemi unica - dalla frontiera degli sviluppi teorici in nuove e importanti aree, alla ricerca in ambiti d'importanza corrente e applicata, a studi innovativi dal punto di vista metodologico, teorico ed applicato nell'ambito dell'econometria."

## Storia
Econometrica è stata pubblicata per la prima volta nel 1933. Allo stato attuale (2005) il suo articolo maggiormente citato è il lavoro di Daniel Kahneman e Amos Tversky che introdusse nell'economia la teoria dei prospetti (o, con voce inglese, prospect theory). Altri storici contributi alla teoria economica comparsi su Econometrica sono il contributo di C. Sims del 1980 che introdusse i modelli autoregressivi vettoriali (VAR) il lavoro di Rob Engle del 1982 sui modelli ARCH; il lavoro di Lars Peter Hansen, sempre del 1982, che introdusse il metodo generalizzato dei momenti; il contributo di Albert Kyle del 1985 che introdusse una classe di modelli nell'ambito dell'economia dell'informazione; il contributo di Hansen e Richards del 1987 che gettò le basi per la teoria dell'asset pricing basata sul fattore di sconto stocastico, e molti altri celebri lavori.
Dal 2009 il direttore è Stephen Morris.